# Bataille de Blue Springs
Guerre de Sécession
Batailles
Campagne de Knoxville
- Cumberland Gap
- Blountsville
- Blue Springs
- Campbell's Station
- Fort Sanders
- Bean's Station

La bataille de Blue Springs est une bataille de la guerre de Sécession survenue le 10 octobre 1863 dans le comté de Greene, Tennessee.

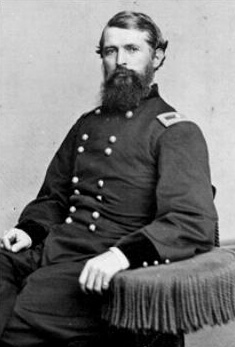
Contre amiral/
Breveté major géneral
Samuel P. Carter

Le major général Ambrose E. Burnside, commandant le département de l'Ohio, entreprend une expédition dans le Tennessee de l'Est pour nettoyer les routes et les passes pour la Virginie, et, si possible, sécuriser les salines au-delà d'Abingdon. En octobre, le brigadier général confédéré John S. Williams, avec sa force de cavalerie, entreprend de désorganiser les communications et la logistique de l'Union. Il souhaite prendre Bulls Gap sur la voie ferrée East Tennessee & Virginia (en). Le 3 octobre 1863, pendant sa progression vers Bulls Gap, il livre une bataille contre la division de cavalerie du brigadier général Samuel P. Carter, du XXIIIe corps, à Blue Springs, à environ quatorze kilomètres de Bulls Gap, sur la voie ferrée. Carter, ne sachant pas combien d'ennemis lui font face, se retire.
Carter et Williams s'affrontent lors d'escarmouches pendant les jours suivants. Le 10 octobre 1863, Carter approche en force de Blue Springs. Williams a reçu des renforts. La bataille débute vers 10 heures du matin avec la cavalerie de l'Union qui engage les confédérés jusqu'à l'après-midi pendant qu'une autre force montée tente de se placer sur une position permettant de couper la retraite confédérée. Le capitaine Orlando M. Poe, le chef des ingénieurs, assure une reconnaissance pour identifier le meilleur endroit pour lancer une attaque d'infanterie. À 15 heures 30, la 1st division du IXe corps du brigadier général Edward Ferrero avance pour attaquer ce qu'elle fait à 17 heures. Les hommes de Ferrero percent la ligne confédérée, causant de lourdes pertes, et avancent pratiquement jusqu'à l'arrière de l'ennemi avant d'être mis en échec. Après la tombée de la nuit, les confédérés retraitent et les fédéraux se lancent à leur poursuite dans la matinée. En quelques jours, Williams et ses hommes se sont retirés en Virginie. Burnside a lancé la campagne du Tennessee oriental pour réduite ou faire disparaître l'influence confédérée dans la région ; Blue Springs aide à remplir cette mission.